# Atilano Coco
Atilano Coco Martín (Guarrate, Zamora, 1902-Salamanca, 9 de diciembre de 1936) fue un pastor protestante anglicano español de la Iglesia Española Reformada Episcopal en Salamanca, donde ejercía también como maestro en la escuela adjunta a la Iglesia anglicana. También fue miembro destacado del Partido Republicano Radical Socialista y luego de Unión Republicana, así como maestro de la logia masónica Helmántica, adscrita al Grande Oriente Español. Amigo de Miguel de Unamuno, fue detenido por los militares sublevados a finales de julio de 1936 e ingresado en la prisión provincial de Salamanca, de donde fue sacado el 9 de diciembre de 1936 por orden del gobernador militar y asesinado. Casado con Enriqueta Carbonell Carratalá, tuvo dos hijos, Alicia y Enrique.

## Biografía
Atilano Coco Martín nació en el seno de una familia de labradores acomodados. Su padre, Eugenio Coco, era miembro de la Iglesia Española Reformada Episcopal. Atilano estudió en Inglaterra y a su regreso a España trabajó como maestro en la Escuela Modelo de la Iglesia Evangélica Española de Alicante. En 1929, ya casado con Enriqueta Carbonell, se trasladó a Salamanca como profesor y evangelista para hacerse cargo de la no muy numerosa congregación protestante salmantina, que estaba arraigada en la ciudad desde 1879. Los anglicanos de Salamanca contaban con un edificio levantado a sus expensas que incluía el lugar de culto (iglesia del Redentor), una escuela y la vivienda del pastor.
En su nueva residencia, Coco impulsó la masonería, en la que había ingresado hacia 1920, cuando era estudiante en Inglaterra. En ese país era habitual que los pastores anglicanos formaran parte de la masonería. En Alicante entró en 1928 en la logia Constante Alona, del Grande Oriente Español (GOE). Cuando llegó a Salamanca, no había ninguna organización masónica. En 1932 se fundó la logia Helmántica, dependiente de la Gran Logia Española (GLE), pero Coco no participó en ella por ser de distinta obediencia. En 1933, Atilano Coco y José María Friera (gobernador civil, del Partido Radical) refundaron la Helmántica, poniéndola bajo la dependencia del GOE, siendo Coco secretario y más tarde venerable maestro. La logia Helmántica nunca superó la veintena de miembros ni tuvo una vida exitosa. De hecho, las tenidas se desarrollaban en la vivienda de Coco por carecer de medios para tener un local propio.
Coco se afilió al Partido Republicano Radical Socialista, fundado por Marcelino Domingo en 1929, y desde su fundación en 1934 formó parte del comité provincial de Unión Republicana, partido dirigido por Diego Martínez Barrio, caracterizado por su ideario liberal avanzado y su laicismo radical. Coco y otros miembros de UR promovieron en 1935 la sección local salmantina de la Liga Española de los Derechos del Hombre, fundada en España en 1932.
En septiembre de 1935, Coco fue admitido al oficio de presbítero (equivalente al de sacerdote católico) en una ceremonia presidida en Madrid por el arzobispo anglicano de Dublín. Poco después, en abril de 1936, obtuvo el título oficial de maestro otorgado por la Escuela Normal de Maestros de la Universidad de Salamanca.
En el verano de 1936, Atilano Coco era una persona muy conocida en Salamanca, tanto por ser el único pastor protestante de la ciudad como por su labor educativa y su notable actividad política. Unión Republicana se había presentado a las elecciones legislativas de febrero de 1936 formando parte del Frente Popular, coalición que en Salamanca obtuvo las actas de José Andrés y Manso (PSOE), Valeriano Casanueva (PSOE) y Casto Prieto Carrasco (Izquierda Republicana). Coco fue detenido por los militares sublevados el 31 de julio de 1936, acusado de «propalador de noticias falsas» e ingresó en la prisión provincial a disposición del comandante militar. Durante todo el tiempo que permaneció en prisión nunca fue acusado formalmente de nada, pero en su detención fue determinante el hecho de ser protestante, maestro, republicano y masón.
Miguel de Unamuno, rector de la Universidad de Salamanca y concejal del Ayuntamiento por nombramiento de los sublevados, era amigo personal de Coco e hizo gestiones ante el gobernador civil para lograr su libertad, sin ningún resultado. A finales de septiembre de 1936, Unamuno estaba enfermo en la cama y Enriqueta Carbonell se acercó hasta su casa para dejarle una nota en la que le recuerda la situación su marido. Esa nota era, precisamente,[cita requerida] el papel que Unamuno tenía en el bolsillo de la chaqueta en el acto del Paraninfo del 12 de octubre, en cuyo dorso garabateó las notas del discurso en el que pronunció la célebre frase «Vencer no es convencer», discurso que le costó la destitución como rector y el ostracismo político.
La situación en la prisión provincial de Salamanca era de altísima tensión. Inaugurada en 1931 y prevista para un centenar de presos, a finales de 1936 albergaba a un millar de detenidos, todos ellos presos políticos. El 9 de diciembre de 1936, Atilano Coco fue puesto en oficialmente libertad por orden del gobernador militar, pero en realidad fue conducido al monte de La Orbada, en la carretera de Valladolid, y fusilado sin formación de causa. Se desconoce el lugar de su enterramiento.

## Reconocimientos
En 2005 fue inaugurada en Salamanca la residencia universitaria «Centro Atilano Coco», promovida por las Iglesias anglicanas como homenaje al pastor asesinado en Salamanca.